# Анімізм
Анімі́зм (від лат. anima — «душа», animus — «дух») — віра в те, що предмети, природні явища, тварини або люди наділені душею. У теорії релігії концепція духовного домінує над концепцією матеріального: наприклад, душа, як безтілесна копія тіла, може існувати самостійно як за життя, так і після нього. Анімізм це також вірування первісних людей, віра в існування духів, одухотворення сил природи, тварин, рослин та предметів, приписування їм розуму, дієздатності і могутності. Звідси виникають погребальний культ, культ предків і розвиток вірувань в загробне існування душі, потойбічне життя. Анімізм тісно пов'язаний з практикою табу (заборони на певні дії, що стосується якоїсь істоти або предмету). Згідно з цими віруваннями, кожна річ у світі має душу або дух.

## Анімістичні уявлення у давнину

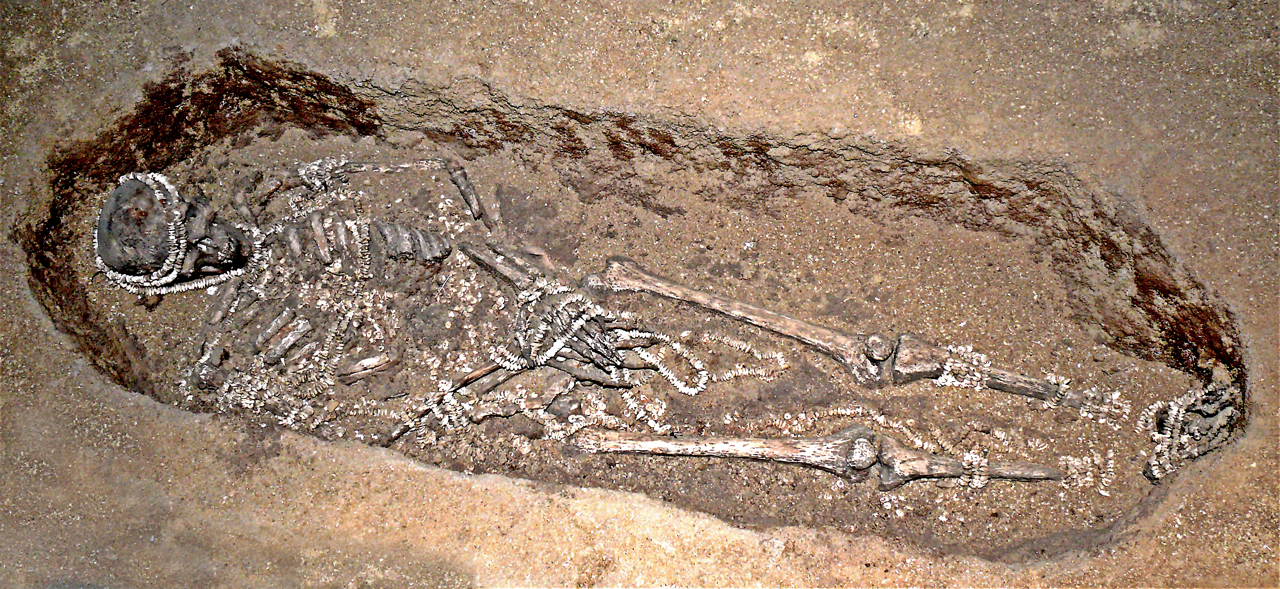
Сунгирське поховання Сунгир-1

Найдавніші поховання людей належать неандертальцям, і аж до часу верхнього палеоліту (коли з'явилися кроманьйонці) відноситься вже цілий ряд подібних знахідок. Серед яких одне з найцікавіших — поховання двох хлопчиків на палеолітичній стоянці Сунгир (Володимирська область РФ), зроблене близько 24–26 тис. років тому. Одяг похованих був пишно прикрашений намистинами, списи та кинджали з бивнів мамонта оздоблені красивим різьбленням. Вивчаючи давнє поховання в горах Загра (Ірак), вчені за аналізом пилку встановили, що останки похованих людей покоїлися на ложі з квітів.
Наявність поховань дозволяє стверджувати, що з певного часу смерть стала супроводжуватися поховальним ритуалом і, значить, була пов'язана з певним комплексом відповідних уявлень. Цей комплекс уявлень і отримав в науці свою власну назву — анімізм.
Анімістичні образи:
1. духи померлих предків (тому анімізм нерозривно пов'язаний з культом предків);
2. душі живих людей;
3. уособлення сил природи (душі озер, гаїв, вітрів).

Обряд поховання був досить складний. Померлих ховали в заглибленнях і ямах: або лежачими на спині, або на боку в зігнутому (скорченому) положенні. Іноді голови були огороджені кам'яними плитами. Мертвих наряджали та клали поруч з ними посуд, знаряддя праці, їжу і різні цінні предмети. Наявність похоронного інвентарю пояснюють по-різному: або люди намагалися таким чином відігнати смерть від себе, запобігти помсті померлого, або хотіли забезпечити його всім необхідним для життя в потойбічному світі, або давали речі в дорогу, щоб вмерлий добрався до світу предків і знайшов там спокій.
У більшості поховань знаходять червону вохру, — своїм кольором вона нагадує кров, — символ життя. Вичерпного пояснення цього ритуалу поки не існує. У будь-якому випадку наявність в палеоліті певного обряду поховання — свідчення релігійних вірувань.

## Доанімістичні вірування
За гіпотезою англійського антрополога і релігієзнавця Роберта Маретта на первісній стадії релігійного розвитку людини, на якій ще не склалися анімістичні уявлення, людина вірить в безособову надприродну силу, яку вона швидше відчуває, ніж усвідомлює. Ці доанімістичні вірування в існування розлитої у світі безособової сили, що впливає на життя людей, отримали назву «Аніматизм».

## Анімізм в античності
За античним сприйняттям перехід до анімізму відбувався через цікавість людей до питання їхнього походження та виникнення.

## Анімізм і сучасність
Етнографи зібрали великий матеріал, що характеризує коло первісних уявлень про душу і потойбічний світ. Адже анімізм властивий всім народам, що живуть досі в умовах, схожих з первісним ладом. Ці уявлення містять картини «відлітання» душі померлої людини з світу живих, її мандрівок в далеку країну мертвих, а також описи життя, що чекає на душу в потойбічному світі. Як писав відомий дослідник первісності, англійський етнограф і антрополог Едвард Тайлор:
|  | небагато які предмети будять в розумах поетів-дикунів такі сміливі і живі уявлення, як думки про майбутнє життя. |

Розташування країни духів могло бути різним — під землею, на землі, на місяці, на зірках. Але уявленням різних народів властива спільність, що впадає в очі. Вони чітко діляться на дві великі категорії: на думку одних, життя душі в царстві мертвих буде повним блаженством, а на думку інших — частина душ в потойбічному світі насолоджується, а частина — страждає. Більшість народів вважала, що душі померлих можуть приходити з царства тіней, відвідувати живих у сні, протегувати їм в земних справах або ж, навпаки, заважати.
Вищою формою розвитку анімізму є віра у відносно самостійне існування душі. На думку етнографів, різні фізіологічні явища (сон, транс, сугестія, хвороби, непритомність, дихання, кровообіг та ін.) передбачали, що функціями життя керують особливі сутності, від волі або стану яких залежало все життя людини. Ці душі могли бути різної природи. Одні з них, як-от кров, подих, становлять видимі частини або функції тіла; інші — залишають тіло під час сну, переселяються в інших людей, тварин, у рослини, предмети тощо. Зрештою розвиток анімістичних вірувань призвів до визнання існування душі як двійника конкретної людини, як тієї частини його організму, що активує, координує емоції.

## Анімістична теорія
Значний внесок у дослідження анімізму зробив Едвард Тайлор. Він перший обґрунтував анімістичну теорію і виклав її у своїй праці «Первісна культура». Тайлор розглядав анімізм як основу релігії, її «мінімум».

### Основні положення
Анімізм у розумінні Тайлора — родова ознака релігії, яка дозволяє об'єднати найрізноманітніші форми духовної культури в одне логічне ціле. Тобто він пояснює розвиток складніших форм релігії з простих. Основна риса анімізму — перенесення особистих якостей людей, які існують в процесі життєвих змін, на «неодухотворений» предмет чи явище.
У книзі наводиться декілька припущень. По-перше: «яка різниця між живим і мертвим тілом, яка причина сну, екстазу, хвороби та смерті?»; по-друге: «що таке людські образи, які з'являлись уві сні?» Ці питання надалі призвели до зародження уявлень про те, що у людини є душа. Е. Тайлор у своїй праці намагається пояснити, що саме є людською душею — «…тонкий, нематеріальний людський образ, за своєю природою щось за зразок пару, повітря чи тіні. Вона складає причину життя і думки в тій істоті, яку вона одушевляє. Вона нероздільно володіє свідомістю і волею свого тілесного володаря. Вона також здатна покидати тіло і переноситись швидко з місця на місце…Вона здатна входити в тіла інших людей, тварин і навіть речей, оволодіти ними і впливати на них». В основі такого підходу до вивчення давньої духовної культури лежить уявлення про первісну людину, як про істоту раціональну.
Теорія має велике значення в плані дослідження релігійних уявлень первісних племен: з одного боку вона дає можливість реконструювати становлення абстрактних понять, казок, легенд, а з іншого – прагне розкрити розуміння «дикунами» навколишнього світу.

### Критика
Анімістична теорія не є актуальною на сьогодні, бо її безжально критикували науковці ще за життя Е. Тайлора, серед них: Б. Малиновський, Дж. Фрейзер, С. Токарєв та інші. Як аргумент вони стверджували, що ніяка релігія, від найпримітивнішої до найбільш досконалої, не вичерпується лише вірою в душі та духів.
Б. Малиновський у своїй праці «Магія, наука і релігія» з одного боку величає Тайлора за те, що він став фактично засновником антропологічного підходу у вивченні релігії, але з іншого боку критикує його погляди. Так, він пише у своїй книзі: «Погляди Тайлора на примітивну релігію, хоча і зіграли немалу роль, будувались на занадто вузькому колі фактів і представляли первісну людину занадто раціональною. Останні польові дослідження, проведені спеціалістами, показують нам, що дикуна швидше хвилює врожай його плодів, мисливство, події його племені, ніж роздуми над снами і видіннями…».
Дж. Фрейзер у книзі «Золота гілка» ясно показує, що анімізм не є ні єдиним, ні навіть панівним релігійним явищем в примітивних культурах. Людина на ранній стадії своєї історії насамперед прагне знайти контроль над плином природних процесів, виходячи зі своїх практичних цілей, і робить вона це безпосередньо через ритуал та заклинання, намагаючись змусити вітер і погодні умови, тварин і врожай підкорятися її волі. Лише набагато пізніше, виявивши обмеженість своєї магічної могутності, вона у страху або з надії, з благанням або викликом звертається до вищих створінь, тобто до демонів, померлих предків або богів. Тобто Дж. Фрейзер вважає анімізм більш пізнім явищем, якому передує магія.